# Mateo Crawley-Boevey
Mateo Edward Crawley-Boevey SSCC (ojciec Mateo, ur. 18 listopada 1875 w Arequipa w Peru, zm. 4 maja 1960 w Valparaíso w Chile) – kapłan katolicki ze Zgromadzenia Najświętszych Serc Jezusa i Maryi, misjonarz, apostoł Intronizacji Najświętszego Serca Pana Jezusa w rodzinie.

## Życie

### Rodzina i wczesne lata
Mateo Crawley-Boevey urodził się w 1875 roku w Peru, jako syn angielskiego urzędnika bankowego Karola Octavio, skierowanego do tego kraju przez swój bank oraz poślubionej tam przez niego Marii Murga, córki sędziego Sądu Najwyższego Peru. Miał dziesięcioro rodzeństwa. Jako dziecko nazywany był Edwardem. Matka była gorliwą katoliczką, codziennie uczestniczyła we Mszy św. i przyjmowała Komunię, zaś ojciec, choć dokonał konwersji z anglikanizmu, dopiero przed śmiercią zaczął praktykować katolicyzm, jednakże podtrzymywał syna w dążeniu do kapłaństwa. Kiedy ojciec został odwołany do Anglii, gdzie wyjechał wraz z rodziną, kilkuletni Edward z powodu choroby pozostał w Peru, gdzie przez lata był wychowywany przez pobożnego dziadka.
Po powrocie rodziny w 1884 roku, przeprowadził się wraz z nimi do Valparaíso w Chile. Tam wstąpił do zakonu sercanów białych w 1891 roku, a w 1898 roku otrzymał święcenia kapłańskie. Odtąd, pomimo zakonnego imienia Józef Stanisław, znany był, z czasem na całym świecie, jako ojciec Mateo.

### Służba w Santiago

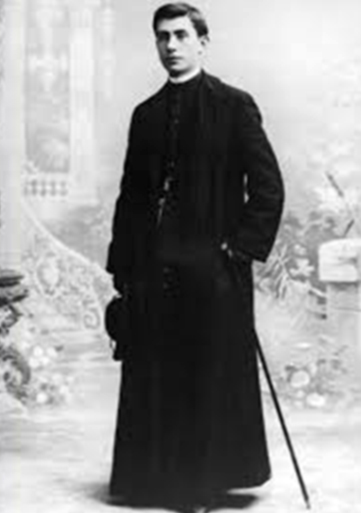
Ojciec Mateo jako młody ksiądz

W 1900 roku utworzył w Santiago ośrodek misyjny, mający na celu dać innym poznać i pokochać wielkość Jezusa Chrystusa, który stał się początkiem krucjaty na rzecz osobistej i rodzinnej intronizacji Najświętszego Serca Pana Jezusa. Dzięki hojności bogatej ofiarodawczyni, pani Edwards, otworzył szkołę prawniczą przy Kolegium Najświętszych Serc, co było jego marzeniem i został tam wykładowcą.
Szkołę otwarto w maju 1906 roku, a 16 sierpnia tego roku trzęsienie ziemi całkowicie zniszczyło budynki kolegium. Wszyscy znajdowali się wówczas na dziedzińcu w czasie przerwy, toteż przeżyli. Ojciec Mateo natychmiast zajął się organizowaniem pomocy dla mieszkańców Santiago, ofiar trzęsienia ziemi. Ciężka praca przy tym oraz psychiczne podłamanie z powodu zniszczenia kolegium spowodowały znaczne pogorszenie zdrowia, w związku z czym za radą lekarza wyjechał do Europy.

### Nowe powołanie
Przełomowym wydarzeniem w jego życiu był w 1907 roku pobyt w Paray-le-Monial, miejscu objawień Najświętszego Serca Pana Jezusa św. Małgorzacie Marii Alacoque. Z początku myślał nawet, aby tam umrzeć, lecz otrzymał wizję nowego sposobu propagowania kultu Serca Jezusowego i natychmiast powrócił do zdrowia w trakcie modlitwy .

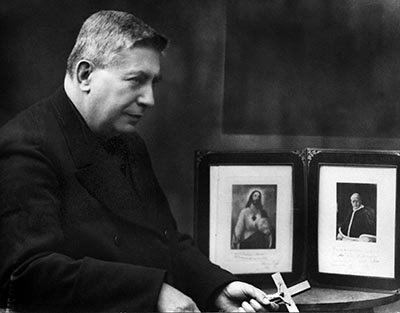
Ojciec Mateo Crawley-Boevey z wizerunkami NSPJ i św. Piusa X

Następnie udał się do Rzymu, gdzie przedstawił swój plan przyjacielowi rodziny, kardynałowi Vivesowi, a ten skierował go do papieża św. Piusa X. Gdy podczas audiencji prosił o zgodę na nową formę apostolatu, papież odpowiedział: Nie, mój synu! Prosisz o pozwolenie, a ja powiadam: Nie! Ja nie pozwalam, ale nakazuję tobie poświęcić tej sprawie zbawienia społecznego całe życie!.
Zaraz potem wrócił do Paray-le-Monial i modlił się o szczegółowe wskazówki. Jak sam napisał: Zrozumiałem, czego oczekuje ode mnie nasz Pan. Tego wieczoru odkryłem plan ogarnięcia całego świata umiłowaniem Serca Jezusowego - dom po domu, rodzina po rodzinie. Kampanię tę zaczął w Chile, chodząc z księżmi z danych parafii, po domach i dokonując „Intronizacji NSPJ w rodzinie”.
Przyniosło to liczne nawrócenia, toteż w 1913 roku biskupi chilijscy poprosili papieża o przyznanie odpustów za tę praktykę. Dwa lata później Benedykt XV rozszerzył je na cały świat. Papież ten oficjalnie powierzył ojcu Mateo dzieło krzewienia Intronizacji Najświętszego Serca Pana Jezusa w całym Kościele w osobistym liście, opublikowanym potem w Acta Apostolicae Sedis 6 maja 1915 roku .

### Apostolstwo w całym świecie
Ojciec Mateo szybko zaczął jeździć po całym świecie i propagować tę intronizację. Podróżował w latach 1907-1944, odwiedzając wiele krajów Europy, Azji i obu Ameryk, wśród nich: Francja, gdzie kilkakrotnie nauczał we wszystkich diecezjach, Włochy, gdzie odwiedził 135 diecezji, Hiszpania, Holandia, Szwajcaria, Belgia, Luksemburg, Wielka Brytania, Irlandia, Portugalia, Japonia, Mandżuria, Filipiny, Chiny, Indochiny, Malezja, Hawaje, Indie, Kanada. Płynnie głosił w pięciu językach. Łącznie przemawiał do ponad stu tysięcy kapłanów oraz niezliczonych milionów wiernych, nieustannie pisał listy.
W trakcie swej posługi nawrócił setki zatwardziałych grzeszników. Kiedyś pewien przełożony loży masońskiej, wskutek Intronizacji uczynionej w jego domu przez pozostałych członków rodziny, poszedł do spowiedzi, a na dowód szczerości swego nawrócenia odniósł kapłanowi dokument stwierdzający jego oddanie się szatanowi podpisany 50 lat wcześniej. Ojciec Mateo powiedział kiedyś w rozmowie z papieżem: Ojcze Święty utraciłem wiarę w cuda, wierzyć bowiem może tylko ten kto nie widzi, ja zaś cuda widuję codziennie. Arcybiskup Montevideo powiedział odnośnie do owoców jego pracy apostolskiej: Twoja misja rodzi zmartwychwstanie do życia w miłości. To, co widziałem, to nie było zmartwychwstanie pojedynczych ludzi, ale to cały cmentarz zmartwychwstał. W Watykanie mówiono wówczas: Od czasów św. Franciszka Ksawerego żadna pojedyncza osoba nie uczyniła więcej na rzecz krzewienia Królestwa Bożego na całym świecie, jak ojciec Mateo . Cztery lata apostołował po Stanach Zjednoczonych, gdzie przyczynił się do poświęcenia Sercu Jezusowemu archidiecezji Chicago, w którym wzięło udział 125 tysięcy wiernych w 1943 roku.
Kilka lat później poważnie zachorował i odtąd głównie przebywał w szpitalach, które nazywał „Klasztorem Woli Bożej”, gdzie pisał listy, artykuły i książkę. W roku 1956 powrócił do Valparaíso i tam zmarł w 1960 roku. Pochowany został koło głównego ołtarza w tamtejszym kościele Najświętszych Serc, gdzie rozpoczął krucjatę na rzecz intronizacji. Obecnie trwa jego proces beatyfikacyjny.

## Misja

### Głoszenie Miłości Boga
Ojciec Mateo propagował osobiste poświęcenie się Najświętszemu Sercu Pana Jezusa, które nie miało być tylko formułą zewnętrzną, czy nawet praktykami religijnymi, ale rzeczywistym oddaniem Mu. Poszukiwał zwłaszcza, podczas głoszenia w poszczególnych krajach, osób, które byłyby ukrytymi wstawiennikami, wypraszającymi u Boga łaskę nawrócenia dla innych. Cenił wysoko ludzi prostych o szczerej wierze i żarliwej miłości do Chrystusa Pana, których nazywał „prawdziwymi teologami”. Kładł największy nacisk na miłość, pisząc:

Można wierzyć, nawet bardzo żarliwie, a jednak nie miłować. Co innego jest wiara, a co innego miłość. [...] Tysiące chrześcijan, posiadających znajomość katechizmu, przywiązanych rozumowo do zasad wiary, wierzących w Boga, w Jezusa i Sakramenty, słowem, przyjmujących cały Zakon, nie stosuje w życiu tych zasad, nie z braku wiadomości, lecz z braku miłości. [...] Nasza teologia polega na miłowaniu.

Z całą mocą nauczał o bezwarunkowej miłości Jezusa Chrystusa do ludzi i Jego gotowości do przebaczenia każdemu grzesznikowi. Zwalczał jansenizm, fałszywy obraz Boga surowego i lęk przed Nim. Pisał: Strzeżmy się zgubnego błędu - bojaźni przed Jezusem, która nie pozwala Go kochać. Ganił zbyt surowych spowiedników. Pragnął, by kapłani ukazywali wiernym Serce Jezusa zranione miłością, i by byli wikariuszami miłości Bożej. Katolików wierzących w surowość Boga i odrzucających Jego Miłość porównywał do faryzeuszy. Nawróconych z tego nazywał „największymi konwertytami”, gdyż trudniej jest zburzyć cytadelę pychy, w jakiej przebywają ci, co odrzucają miłość, aniżeli zmienić lekkoducha lub przekonać niedowiarka.
Swoje nauczanie na ten temat zawarł w książce Jezus Król Miłości, napisanej i wydanej po francusku w 1928, a po polsku w 1929 roku, którą przełożył ks. Aleksander Żychliński . Prymas August Hlond zaliczał tę książkę „do kilku najlepszych po księgach Pisma Świętego” . 

### Propagowanie Intronizacji

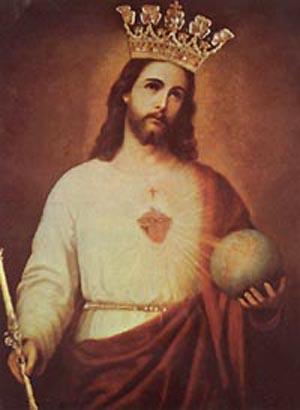
Obraz Pana Jezusa Patrona i Opiekuna Ekwadoru propagowany przez ojca Mateo Crawley-Boevey

Jego osobiste nabożeństwo do Serca Jezusowego oraz idea intronizacji mają pewne źródło w dziejach Ekwadoru. W 1873 roku prezydent tego kraju, Gabriel García Moreno dokonał poświęcenia go Najświętszemu Sercu Pana Jezusa. Podczas uroczystości odsłonięto obraz przedstawiający Chrystusa z berłem i kulą ziemską, na której zaznaczono Ekwador. Kiedy wrogowie chrześcijaństwa zamordowali prezydenta, dwukrotnie też próbowali spalić obraz. Chilijski sercanin biały zawiózł go do Valparaíso, a prowincjał włożył do kufra. Młody ojciec Mateo podczas porządków odnalazł płótno i zafascynował się nim. Wyrażało ono jego idee: Potwierdzenie najwyższej władzy Jezusa Króla i powierzenie wszystkich faz rozwoju społecznego za pośrednictwem Jego Serca, Jego Miłości. Otrzymał w prezencie od prowincjała ten obraz, który potem ocalał, jako jedyna rzecz, z trzęsienia ziemi rujnującego kolegium. Ojciec Mateo rozpropagował reprodukcje tego obrazu na całym świecie. Oryginał znajduje się obecnie w kościele w Quito.
Swoistą misją ojca Mateo była Intronizacja NSPJ w rodzinie. Polegała ona na tym, że członkowie rodziny (w miarę możności wszyscy, ale nie koniecznie) poświęcali się Sercu Jezusowemu, postanawiali pogłębiać wiarę i miłość, modlić się i zmieniać życie. Podczas uroczystości, z udziałem kapłana, najlepiej z parafii, zawieszano w domu obraz przedstawiający Pana Jezusa z symbolem Jego Serca. Ten właśnie akt nazywano intronizacją. Rodzinę zaś taką, kontynuującą wspólną modlitwę, ojciec Mateo nazywał Betanią, czyli domem przyjaciół Pana Jezusa.
Praktyka ta do dziś jest popularna, także w Polsce, na zakończenie misji parafialnych. W celu propagowania jej, ojciec Mateo zaangażował setki dziewcząt i chłopców, których nazywał sekretarzami, kopiujących i rozsyłających na cały świat, w różnych językach, listy zachęcające do intronizacji. Papież św. Paweł VI nazwał go „Nowoczesnym Apostołem Serca Jezusa”. Szczególnie cenił Mszę świętą, zwłaszcza jako środek do uproszenia nawrócenia grzeszników. Nauczał: Płaćcie okup za dusze poprzez Kielich, za pośrednictwem Kielicha. Najwspanialszym środkiem nawracania dusz jest kolejna Msza.